# Patrimonialisme
Patrimonialisme is een politiek hiërarchisch systeem waarbij cliënten een relatie van wederkerigheid en afhankelijkheid aangaan met een beschermheer of patroon. De persoonlijke autoriteit van de heerser is hierbij een belangrijk kenmerk. Het begrip is verbonden met patronage, maar voert verder dan dat. Waar patronage zich beperkt tot de relatie tussen patroon en cliënt, betreft patrimonialisme het abstractere socio-politieke systeem in zijn geheel.
In het klassieke patrimonialisme, dat onder meer voorkwam in het feodale Europa, werden lenen gegund aan bevoorrechte onderdanen, waarbij persoonlijke loyaliteit een grote rol speelde. Patrimoniale ambten kwamen meer voort uit de persoonlijke relatie met de heerser dan uit een objectieve noodzaak om een bureaucratische taak te vervullen. In een patrimoniale staat is de overheid een verlengstuk van de heerser en is de nabijheid tot deze belangrijker dan de formele rang.
De term is afkomstig van Haller uit Restauration der Staatswissenschaften die het gelijkstelde met patriarchalisme. Weber stelde in Economie en Maatschappij echter dat bij patrimonialisme de overheersing of Herrschaft van politieke aard is. Patrimonialisme was de belangrijkste vorm van bestuur voor de opkomst van de bureaucratische overheid. Vormen van patrimonialisme waren de oikos-economie en de feodale maatschappij zoals die in Europa en Japan te vinden was. De eerste was daarbij een sterk gecentraliseerde vorm, terwijl de tweede een sterk versplinterde vorm was.
Volgens Weber kwamen patrimonialisme en zijn meest extreme vorm sultanisme voort uit gerontocratie en patriarchaat zodra deze een administratieve en militaire macht ontwikkelen als instrument van de heerser. Aanvankelijk was het patrimoniale bestuur gericht op behoeftebevrediging van de heer, maar in complexere samenlevingen moest deze ook de bevoorrechte klasse hierin laten delen door hen sleutelposities te geven.
Modernere vormen worden vaak neo-patrimonialisme genoemd, waarbij meestal verwezen wordt naar mislukte staten.